# Janne Nielsen
Janne Nielsen (24 de abril de 1993) es una deportista de Dinamarca que compite en atletismo. Ganó una medalla de plata en el Campeonato Europeo de Atletismo por Equipos de 2019, en la prueba de triple salto.